# Чернова, Алла Иосифовна
Алла Иосифовна Чернова (род. 26 сентября 1943) — советская актриса театра и кино.

## Биография
Алла Чернова родилась 26 сентября 1943 года, занималась в самодеятельности. В 1965 году окончила Высшее театральное училище имени Б. В. Щукина (курс В. Львовой). После окончания училища переехала из Москвы в Ленинград, играла в Ленинградском театре имени Ленинского комсомола. В 1970-х годах была актрисой Ленинградского театра комедии.
В кино дебютировала будучи студенткой училища, сыграв главную роль в фильме «Коротко лето в горах» (1963). На съёмках кинокартины «Не забудь… станция Луговая» (1966) встретилась с режиссёром Леонидом Менакером, с которым прожила вместе более 40 лет.

### Семья
Мать — Валентина Алексеевна, работала в Госплане.
Первый муж — Всеволод Абдулов (1942—2002), актёр.  Отношения продлились пару лет.
Второй муж — Леонид Менакер (1929—2012), кинорежиссёр, сценарист, профессор Санкт-Петербургского университета кино и телевидения, заслуженный деятель искусств РСФСР.
Сын Алексей Леонидович Чернов (род. 24 декабря 1968), до 18 сентября 2015 года первый заместитель главы Республики Коми, заслуженный работник Республики Коми. Арестован по делу о мошенничестве вместе с главой Республики В. Гайзером и другом детства И. Ковзелем.

## Фильмография
- 1963 — Коротко лето в горах — Галя Устинович
- 1965 — Месяц май — Галя
- 1966 — Не забудь… станция Луговая — Люся Кудрявцева
- 1967 — Тысяча окон — Марина, студентка-математик
- 1970 — Ночная смена — Надя
- 1975 — Рассказ о простой вещи — Белла (Марго)
- 1976 — Огненный мост — Ирина Дубравина
- 1982 — День рождения — Валентина, дочь Зверева, врач
- 1982 — Никколо Паганини (Болгария, СССР) — Антония
- 1983 — Тайна «Чёрных дроздов» — Мэри Доу, домоправительница